# Чемпионат Европы по горному бегу 2004
Чемпионат Европы по горному бегу 2004 года прошёл 4 июля в деревне Корбелюв (Польша). Участники соревновались в дисциплине горного бега «вверх-вниз». Разыгрывались 4 комплекта наград: по два в индивидуальном и командном зачётах среди мужчин и женщин.
Соревнования были организованы легкоатлетическим клубом KS Diament в рамках фестиваля горного бега. Помимо чемпионата Европы, в Корбелюве на протяжении двух дней проходили многочисленные старты для детей и спортсменов-любителей. Трасса была проложена по склонам горы Пилско хребта Живецкие Бескиды на границе Польши и Словакии. Перепад высот на одном круге составлял 200 метров.
На старт вышли 142 бегуна (79 мужчин и 63 женщины) из 24 стран Европы. Каждая страна могла выставить до 4 человек в каждый из забегов. Сильнейшие в командном первенстве определялись по сумме мест трёх лучших участников.
Один из самых титулованных спортсменов в истории горного бега, четырёхкратный чемпион мира Марко Де Гаспери впервые в карьере выиграл чемпионат Европы. Он смог оторваться от соперников на второй половине дистанции и в итоге опередил серебряного призёра Флориана Хайнцле почти на минуту.
Преимущество Анны Пихртовой среди женщин было ещё более весомым: она обошла ближайшую преследовательницу на полторы минуты. Сборная Италии выиграла оба командных первенства: у женщин — в седьмой раз в истории, а у мужчин — в 10-й из 11 возможных.

## Расписание
| Дата        | Время | Забег   |
| ----------- | ----- | ------- |
| 4 июля 2004 | 10:00 | Женщины |
| 4 июля 2004 | 11:00 | Мужчины |

Время местное (UTC+2)

## Медалисты
Курсивом выделены участники, чей результат не пошёл в зачёт команды

### Мужчины
| Дисциплина                           | Золото                                                                      | Золото   | Серебро                                              | Серебро  | Бронза                                                                       | Бронза  |
| ------------------------------------ | --------------------------------------------------------------------------- | -------- | ---------------------------------------------------- | -------- | ---------------------------------------------------------------------------- | ------- |
| 10,3 км перепад высот: +840 м −840 м | Марко Де Гаспери Италия                                                     | 44.06    | Флориан Хайнцле Австрия                              | 45.05    | Марко Гайярдо Италия                                                         | 45.10   |
| 10,3 км (команды)                    | Италия · Марко Де Гаспери · Марко Гайярдо · Алессио Ринальди · Давиде Кикко | 10 очков | Великобритания · Джон Браун · Энди Джонс · Тим Дэвис | 49 очков | Швейцария · Алексис Же-Фабри · Тарджис Анчай · Себастьен Эпине · Стефан Жоли | 51 очко |

### Женщины
| Дисциплина                          | Золото                                                                           | Золото   | Серебро                                                              | Серебро | Бронза                                                                       | Бронза   |
| ----------------------------------- | -------------------------------------------------------------------------------- | -------- | -------------------------------------------------------------------- | ------- | ---------------------------------------------------------------------------- | -------- |
| 7,2 км перепад высот: +600 м −600 м | Анна Пихртова Чехия                                                              | 34.50    | Андреа Майр Австрия                                                  | 36.27   | Розита Рота-Гельпи Италия                                                    | 36.43    |
| 7,2 км (команды)                    | Италия · Розита Рота-Гельпи · Антонелла Конфортола · Флавия Гавильо · Елена Рива | 18 очков | Австрия · Андреа Майр · Патриция Рауш · Сандра Бауман · Петра Зуммер | 31 очко | Великобритания · Трейси Бриндли · Лин Уилсон · Джекки Харгривз · Натали Уайт | 37 очков |

## Медальный зачёт
Медали завоевали представители 5 стран-участниц.
 Принимающая страна
| Место | Страна         | Золото | Серебро | Бронза | Всего |
| ----- | -------------- | ------ | ------- | ------ | ----- |
| 1     | Италия         | 3      | 0       | 2      | 5     |
| 2     | Чехия          | 1      | 0       | 0      | 1     |
| 3     | Австрия        | 0      | 3       | 0      | 3     |
| 4     | Великобритания | 0      | 1       | 1      | 2     |
| 5     | Швейцария      | 0      | 0       | 1      | 1     |
| Всего | Всего          | 4      | 4       | 4      | 12    |